# Pancur (Pancur)
Pancur is een bestuurslaag in het regentschap Rembang van de provincie Midden-Java, Indonesië. Pancur telt 2497 inwoners (volkstelling 2010).